# Аксай (Атырауская область)
Аксай (каз. Ақсай, до 1993 г. — Ленинградское) — село в Атырауской области Казахстана. Находится в подчинении городской администрации Атырау. Входит в состав Каиршахтинского сельского округа.. Код КАТО — 231033100.

## История
В 1964 году ленинградские студенты строительных вузов построили за городом Гурьевом, по трассе на Махамбет, птицефабрику и дома для работников этого предприятия. В честь них этот населённый пункт назвали Ленинградским. Постановлением Пpезидиума Веpховного Совета Республики Казахстан от 7 октябpя 1993 года село Ленинградское переименовано в село Аксай.

## Население
В 1999 году население села составляло 1147 человек (562 мужчины и 585 женщин). По данным переписи 2009 года, в селе проживал 1671 человек (829 мужчин и 842 женщины).

## Инфраструктура
В селе Аксай имеются средняя школа, врачебная амбулатория, сельский клуб «Аксай», и другие пункты обслуживания.

## Галерея
- Аксай. Стела
- Аксай
- Аксай